# مانويل أولترا
مانويل أولترا (الإسبانية Manuel Oltra) وُلد مانويل أولترا إي فيرّير في فالنسيا في 8 فبراير عام 1922، وتوفي في برشلونة في 25 سبتمبر عام 2015.

## حياته
كان أستاذاً في موسيقى الهارموني، ومزج الألحان، والأشكال الموسيقية. شَغَل هذا المنصب في أكاديمية برشلونة الحضرية العليا منذ عام 1959 حتى عام 1987 والذي يصادف تقاعده.
باشرَ مهنته في التدريس في أكاديمية تطوان الإسبانية-المغربية (1944-1947)، وأيضاً في معهد ريتميكا التابع لمعهد خوان يونجيريس وذلك من خلال طرحه لبعض الدورات التدريبية. كما كان مسؤولاً عن إلقاء المحاضرات القصيرة، وتقديمِ الحصص المختصة في القضاء حول عدة مؤسسات وتنظيمات.
شهدَ مانويل تنوعاً وشمولاً ملحوظين في عمله كمؤلف موسيقيّ متمرساً في عدة أنواع من الأعمال الموسيقية، ومنها: موسيقى الحجرة متنوعة الاتجاهات، السيمفونية، والجوقة الموسيقية (الإنجليزية: Coral) أو ما يعرف بالأكابيلا؛ والتي يقصد بها الغناء الذي يُؤدَّى دون إرفاقه بآلة موسيقية. أما في بعض الأحيان فقد تُؤلف اللأكابيلا باصطحاب آلة. وإضافةً إلى الأعمال السابقة، تبرز الكوبلا، وهي عبارة عن موسيقى تقليدية مشهورة في مدينة كتالونيا الإسبانية.
كما وتبرز الأعمال التالية لأهميتها: سونيتة البيانو والمزمار (بالإسبانية: Sonatina para flauta y piano )، وبيستياري (بالإسبانية: Bestiari) في كورال مختلط من الجنسين، وأوركسترا الحجرة المسماة بأجنحة الفندق الخمسة المضاعفة (بالإسبانية:Doble 5 Suite)، والأوركسترا والكورال (بالإسبانية:Psalmus brevis). ومن الجدير ذكرُ عمله المشهور عام 1953 (بالإيطالية:ٌ Rapsòdia per a piano i cobla) إضافةً إلى رقصة الساردانا الإسبانية - التي تشبه قليلاً الدبكة العربية - وموسيقى الكوبلا. وتشكل الانسجامات لأسباب تقليدية في الأشكال الموسيقية المتنوعة والآلات مكنزاً لغويّاً ملحوظا في أعماله.

## روابط خارجية
- مانويل أولترا على موقع ميوزك برينز (الإنجليزية)
- مانويل أولترا على موقع ديسكوغز (الإنجليزية)